# Брусиловський прорив
Бруси́ловський прори́в (до переходу Олексія Брусилова на сторону більшовиків у 1920 — Лу́цький прори́в) — наступальна операція Південно-Західного фронту російської армії проти австро-угорських і німецьких військ під час Першої світової війни. Проведена чотирма російськими арміями під командуванням генерала від кавалерії Олексія Брусилова від 22 травня (4 червня за новим стилем) до 7 вересня (20 вересня) 1916 року на фронті від Луцька до Чернівців.
У ході операції було завдано серйозної поразки австро-угорській армії, Російською імперією окуповано деякі території Волині, Галичини та Буковини, взяті (частково зруйновані) міста Луцьк, Чернівці, Станіслав.

## Планування та підготовка операції
Літній наступ російської армії був частиною загального стратегічного плану Антанти на 1916 рік, який передбачав взаємодію союзних армій на різних театрах війни. У рамках цього плану англо-французькі війська готували операцію на Соммі. Відповідно до рішення конференції держав Антанти в Шантії (березень 1916) початок наступу на французькому фронті було призначено на 1 липня, а на російському фронті — на 15 червня 1916.
Директива російської Ставки головного командування від 24 квітня 1916 призначала російський наступ на всіх трьох фронтах (Північному, Західному та Південно-Західному). Співвідношення сил, за даними Ставки, складалося на користь росіян. На кінець березня Північний і Західний фронти мали 1 220 000 (один мільйон двіста двадцять тисяч) багнетів і шабель проти 620 тисяч у німців, Південно-Західний фронт — 512 тисяч проти 441 тисячі у австро-угорців і німців. Подвійну перевагу в силах північніше Полісся диктував і напрям головного удару. Його повинні були завдати війська Західного фронту, а допоміжні удари — Північний і Південно-Західний фронти. Для збільшення переваги в силах у квітні-травні частини доукомплектовувалися до штатної чисельності.
Ставка побоювалася переходу в наступ армій Центральних держав у разі поразки французів під Верденом і, бажаючи перехопити ініціативу, дала вказівку командувачам фронтами бути готовими до наступу раніше наміченого строку. Директива Ставки не розкривала мети майбутньої операції, не передбачала глибини операції, не вказувала, чого повинні були домогтися фронти в наступі. Вважалося, що вже після прориву першої смуги оборони противника готується нова операція з подолання другої смуги.
Всупереч припущенням Ставки, Центральні держави не планували великих наступальних операцій на російському фронті влітку 1916 р. При цьому австрійське командування не вважало можливим успішний наступ російської армії на південь від Полісся без її значного посилення.
15 травня австрійські війська перейшли в наступ на італійському фронті в районі Трентіно і завдали тяжкої поразки італійцям. Італійська армія опинилася на межі катастрофи. У зв'язку з цим Італія звернулася до Росії з проханням допомогти наступом армій Південно-Західного фронту, щоб відтягнути австро-угорські частини з італійського театру військових дій. 31 травня Ставка своєю директивою призначила наступ Південно-Західного фронту на 4 червня, а Західного фронту — на 10-11 червня. Завдавання головного удару, як і раніше покладалося на Західний фронт (командувач генерал А. Е. Еверт).
При підготовці операції командувач Південно-Західним фронтом генерал О. О. Брусилов вирішив зробити по одному прориву на фронті кожної з чотирьох своїх армій. Хоча це розпорошувало сили росіян, супротивник також позбавлявся можливості своєчасно перекинути резерви на напрям головного удару. Головний удар Південно-західного фронту на Луцьк і далі на Ковель завдавала сильна правофлангова 8-ма армія (командувач генерал А. М. Каледін), допоміжні удари завдавалися 11-ю армією (генерал В. В. Сахаров) на Броди, 7-ю (генерал Д. Г. Щербачов) — на Галич, 9-ю (генерал П. А. Лечицьке) — на Чернівці і Коломию. Командувачам арміями була надана свобода вибору ділянок прориву.
До початку наступу чотири армії Південно-західного фронту налічувавали 534 тис. багнетів і 60 тис. шабель, 1770 легких і 168 важких гармат. Проти них були чотири австро-угорські армії і одна німецька, загальною чисельністю 448 тис. багнетів і 38 тис. шабель, 1301 легких і 545 важких гармат.
На напрямках ударів російських армій було створено перевагу над противником у живій силі (в 2-2,5 рази) і в артилерії (в 1,5-1,7 рази). Наступу передували ретельна розвідка, навчання військ, обладнання інженерних плацдармів, що наблизили російські позиції до австрійських.
У свою чергу, на південному фланзі Східного фронту проти армій Брусилова австро-німецькі союзники створили потужну, глибоко ешелоновану оборону. Вона складалася з 3 смуг, віддалених одна від одної на 5 і більше км. Найсильнішою була перша з 2 — 3 ліній окопів, загальною довжиною 1,5 — 2 км. Основу її становили опорні вузли, в проміжках — суцільні траншеї, підступи до яких прострілювалися з флангів, на всіх висотах — доти. Від деяких вузлів йшли вглиб відсічні позиції, так що й у випадку прориву атакуючі потрапляли в «мішок». Окопи були з козирками, бліндажами, сховищами, вритими глибоко в землю, з залізобетонними склепіннями або перекриттями з колод і землі товщиною до 2 м, здатними витримати будь-які снаряди. Для кулеметників встановлювалися бетонні ковпаки. Перед окопами тяглися дротяні загородження (2 — 3 смуги по 4 — 16 рядів), на деяких ділянках через них пропускався струм, підвішувалися бомби, ставилися міни. Дві тилових смуги були обладнані слабше (1 — 2 лінії траншей). А між смугами і лініями окопів влаштовувалися штучні перешкоди — засіки, вовчі ями, рогатки. Австро-німецьке командування вважало, що таку оборону без значного посилення російським арміям не прорвати, і тому наступ Брусилова для нього був повною несподіванкою.

## Співвідношення сил
Загальне співвідношення сил Ставка розцінювала наступним чином:
| Сили сторін                      | Північний фронт | Західний фронт | Південно-Західний фронт | Всього    |
| -------------------------------- | --------------- | -------------- | ----------------------- | --------- |
| Російська армія                  | 466 000         | 754 000        | 512 000                 | 1 732 000 |
| Австро-Угорська і Німецька армія | 200 000         | 420 000        | 441 000                 | 1 061 000 |

Дані: Північного фронту — до 27 лютого, Західного і Південно-Західного — до 12 березня, противника — до 16 березня.

## Хід операції

### Перший етап

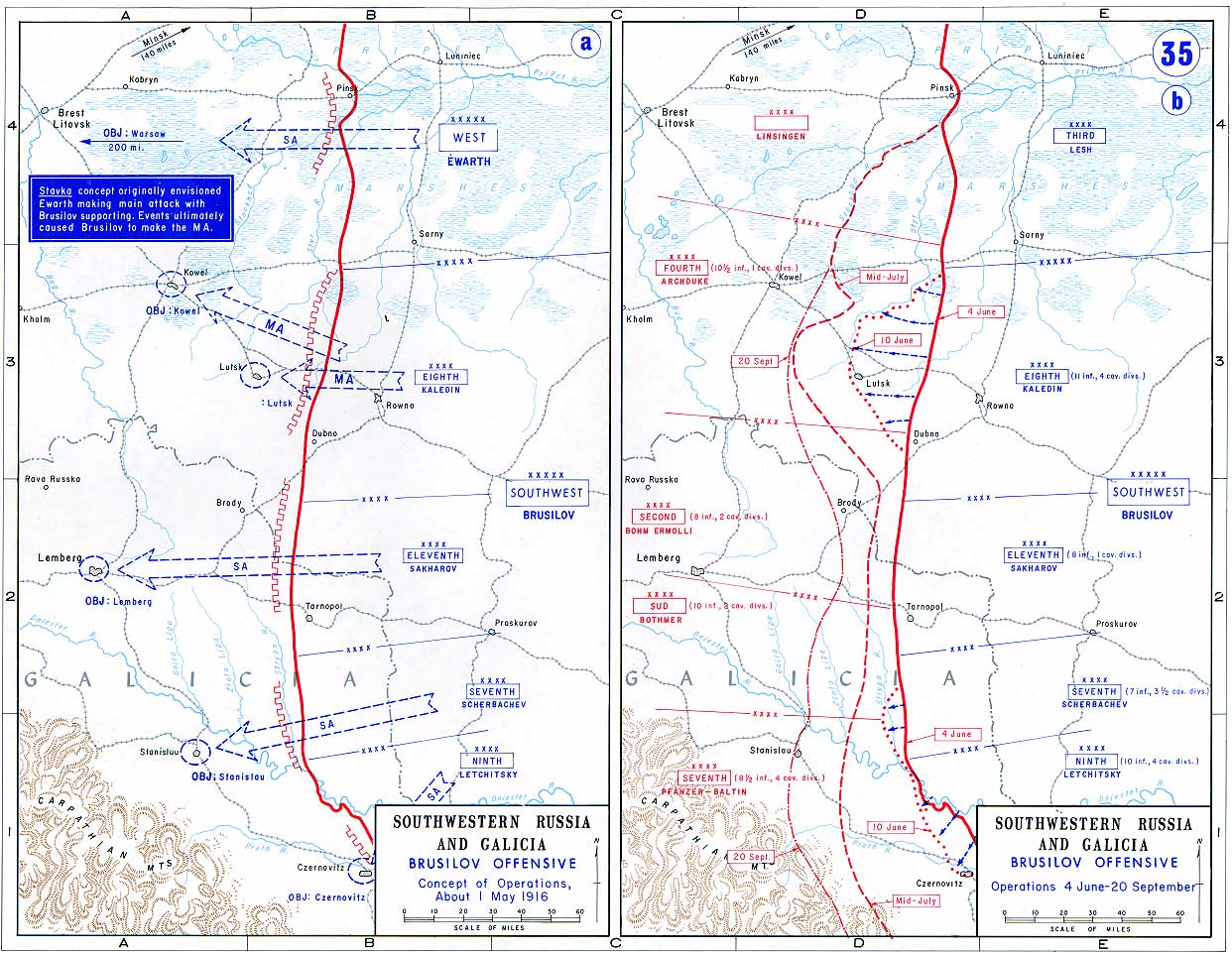
Східний фронт у травні (ліворуч) і влітку (праворуч) 1916 року

Артилерійська підготовка тривала з 3 годин ночі 3 червня до 9 годин ранку 5 червня і призвела до сильного руйнування першої смуги оборони і часткової нейтралізації артилерії противника. Потім перейшли в наступ російські 8-ма, 11-та, 7-ма і 9-та армії (594 000 чоловіків і 1 938 гармат), що прорвали добре укріплену позиційну оборону австро-угорського фронту (486 000 чоловік і 1846 гармат), якими командував ерцгерцог Фрідріх. Прорив був здійснений відразу на 13 ділянках з подальшим розвитком у бік флангів і в глибину.
Найбільшого успіху на першому етапі досягла 8-ма армія, яка, прорвавши фронт, 7 червня зайняла Луцьк, а до 15 червня вщент розгромила 4-ту австро-угорську армію ерцгерцога Йосипа-Фердинанда. Було захоплено 45 тис. полонених, 66 гармат, багато інших трофеїв. Частини 32-го корпусу, що діяли на південь від Луцька, взяли м. Дубно. Прорив армії Каледіна досяг 80 км по фронту і 65 у глибину.
11-та і 7-ма армії прорвали фронт, але контрударами противника наступ було зупинено.
9-та армія під командуванням генерала П. А. Лечицьке прорвала фронт 7-ї австро-угорської армії, перемолола її в зустрічному бою, і до 13 червня просунулася на 50 км, взявши майже 50 тис. полонених. 18 червня 9-та армія штурмом взяла добре укріплене м.Чернівці, за свою неприступність назване австрійцями «другим Верденом». Таким чином виявився зламаним весь південний фланг австрійського фронту. Переслідуючи супротивника і громлячи частини, кинуті для організації нових рубежів оборони, 9-та армія вийшла на оперативний простір, займаючи Буковину: 12-й корпус, просунувшись далеко на захід, взяв м. Кути, 3-й кавалерійський корпус, проскочивши ще далі, зайняв м. Кімполунг (нині в Румунії); а 41-й корпус 30 червня захопив Коломию, виходячи до Карпат.
Загроза взяття 8-ю армією Ковеля (найважливіший центр комунікацій) змусила Центральні держави перекинути на цей напрямок дві німецькі дивізії з західноєвропейського театру, дві австрійські дивізії — з італійського фронту і велике число частин з інших ділянок Східного фронту. Однак розпочатий 16 червня контрудар австро-німецьких військ проти 8-ї армії не досяг успіху. Навпаки австро-німецькі війська були самі розбиті і відкинуті за річку Стир, де і закріпилися, відбиваючи російські атаки.
У цей же час Західний фронт відкладав завдавання приписаного йому Ставкою головного удару. За згодою начальника штабу верховного головнокомандуючого, генерала М. В. Алексєєва, генерал Еверт відклав дату наступу Західного фронту до 17 червня. Часткова атака 1-го гренадерського корпусу на широкій ділянці фронту 15 червня виявилася невдалою, і Еверт приступив до нового перегрупування сил, через що наступ Західного фронту було перенесено аж на початок липня.
Пристосовуючись до термінів наступу Західного фронту, що змінювались, Брусилов давав 8-й армії все нові директиви — то наступального, то оборонного характеру, розвивати удар то на Ковель, то на Львів. Нарешті, Ставка визначилася з напрямком головного удару Південно-західного фронту і поставила йому завдання: напрям головного удару на Львів не міняти, а по колишньому наступати на північний-захід, на Ковель назустріч військам Еверта, націленими на Барановичі і Брест. Для цих цілей Брусилову 25 червня передавалися 2 корпуси і 3-тя армія зі складу Західного фронту.
До 25 червня в центрі і на правому фланзі Південно-Західного фронту встановилося відносне затишшя, на лівому — 9-та армія продовжувала успішний наступ.
24 червня почалася артпідготовка англо-французьких армій на Соммі, яка тривала 7 днів, і 1 липня союзники перейшли в наступ. Операція на Соммі вимагала від Німеччини тільки за липень збільшити число своїх дивізій на цьому напрямку з 8 до 30.
Російський Західний фронт перейшов, нарешті, в наступ 3 липня, а 4 липня відновив наступ Південно-Західний фронт, завдаючи головного удару силами 8-ї і 3-ї армій на Ковель. Німецький фронт був прорваний. На ковельському напрямку війська Південно-західного фронту взяли міста Галузо, Маневичі, Городок та вийшли в нижній течії на р. Стохід, захопивши подекуди плацдарми на лівому березі, через що німцям довелося відступати і північніше, на Поліссі. Але повністю подолати Стохід на плечах австро-угро-німців не вдалося. Підтягнувши свіжі війська, австро-угро-німці створили тут сильну оборону. Брусилов змушений був на два тижні зупинити наступ на Ковель, щоб підтягнути резерви і перегрупувати сили.
Наступ на Барановичі ударного угруповання Західного фронту, розпочате 3-8 липня переважаючими силами, було відбито з великими втратами для Російської імперії. Наступ Північного фронту з Ризького плацдарму також виявився безрезультатним, і командування Німецької імперії почало перекидання військ з районів північніше від Полісся на південь, проти Брусилова.

### Другий етап

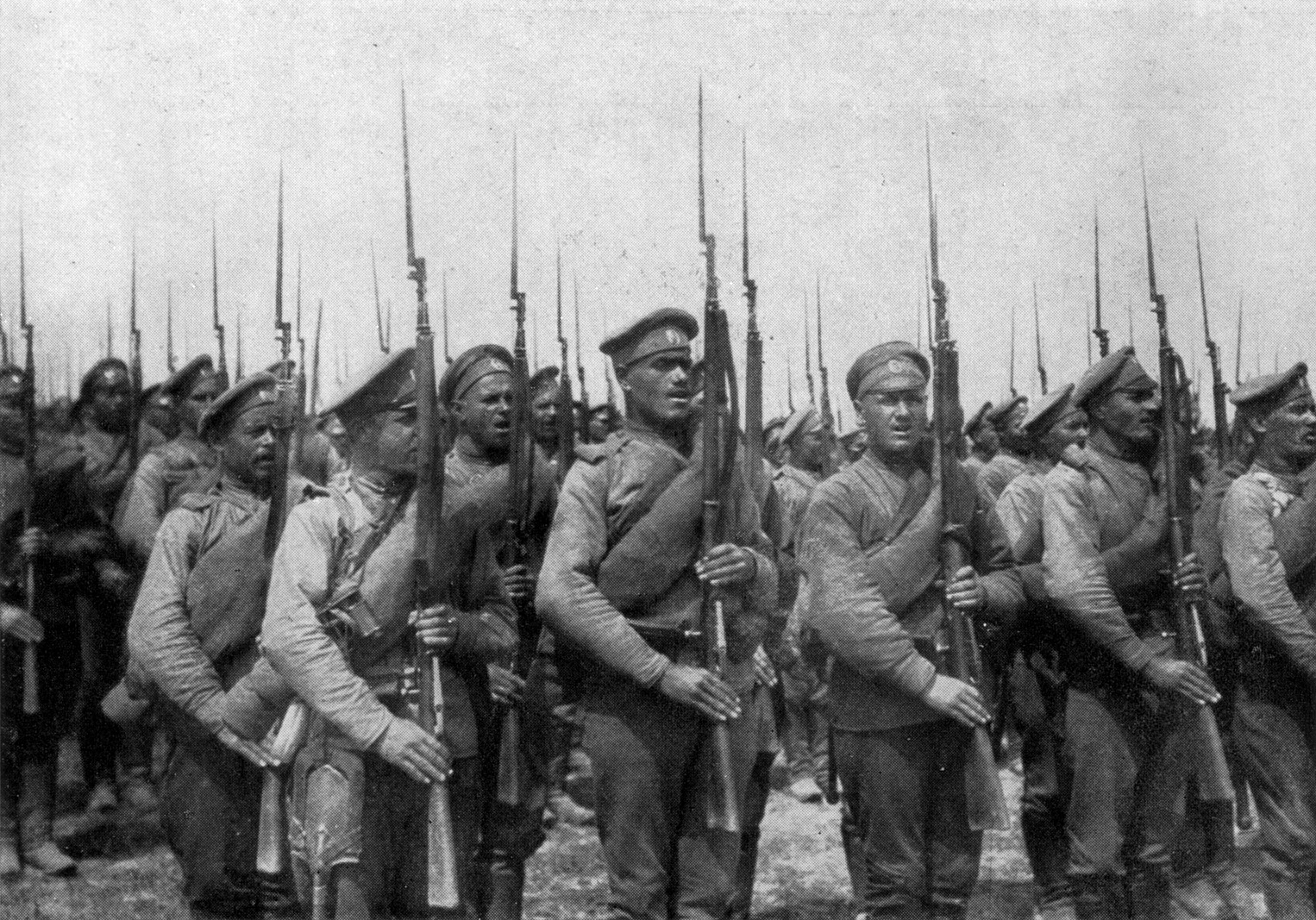
Російська піхота під час маршу

У липні російська Ставка перекинула на південь гвардію і стратегічний резерв, створивши Особливу армію генерала Безобразова. Південно-Західному фронту були поставлені такі завдання: 3-тя, Особлива і 8-ма армії повинні розгромити угруповання Австро-угро-німців, що обороняли Ковель, і взяти місто; 11-та армія наступає на Броди і Львів; 7-ма армія — на Монастириська, 9-та армія, що висунулась вперед, повертає на північ, на Станіслав (Івано-Франківськ).
28 липня Південно-Західний фронт почав новий наступ. Після масованої артпідготовки на прорив пішла ударна група (3-тя, Особлива і 8-ма армії). Австро-угро-німці уперто чинили опір. Атаки змінювалися контратаками. Особлива армія здобула перемогу у містечок Селець і Тристень, 8-ма здолала Австро-угро-німців у Кошева і взяла р. Торчин. Було захоплено 17 тисяч полонених, 86 гармат. У результаті триденних найжорстокіших боїв, війська Рос імперії просунулися на 10 км і вийшли до р. Стохід вже не тільки в нижній, а й у верхній її течії. Людендорф писав: «Східний фронт переживав важкі дні». Але атаки сильно укріплених болотистих дефіле на Стоході закінчилися невдачею, прорвати оборону Німецької імперії і взяти Ковель не вдалося.
У центрі Південно-Західного фронту 11-та і 7-ма армії за підтримки 9-ї армії (що вдарила Австро-угро-німцям у фланг і тил) розгромили австро-німецькі війська, що протистояли їм і прорвали фронт. Щоб стримати наступ росіян, австро-німецьке командування перекидало в Галичину все, що можливо (були перекинуті навіть дві турецькі дивізії з Салонікського фронту). Але, затикаючи діри, Австро-угро-німці вводили в бій нові з'єднання розрізнено, і їх били по черзі. Не витримавши удару російських армій, австро-німці почали відступати. 11-та армія взяла Броди і, переслідуючи противника, вийшла на підступи до Львова, 7-ма армія оволоділа Галичем та Монастириськами. На лівому фланзі фронту значних успіхів досягла 9-та армія генерала П. А. Лечицьке, що зайняла Буковину і 11 серпня взяла Станіслав.
До кінця серпня наступ армій Рос. імперії припинився через посилення опору австро-німецьких військ, а також збільшення втрат і втоми особового складу.

## Підсумки

### Руйнація міст Галичини
Значної руйнації зазнав, зокрема, Язловець.

### Інші аспекти
Унаслідок Брусиловського прориву (єдиної операції 1-ї світової війни, названої не за місцем подій, а за прізвищем полководця) Південно-Західний фронт завдав поразки австро-угорській армії, фронти при цьому просунулися від 80 до 120 км вглиб території супротивника. Війська Брусилова зайняли майже всю Волинь, Буковину й частину Галичини.
Австро-Угорщина й Німеччина втратили понад 1,5 мільйона вбитими, пораненими і зниклими безвісти (убитих і померлих від ран — 300 000, полонених понад 500 000), росіяни захопили 581 гармату, 1795 кулеметів, 448 бомбометів і мінометів. Величезні втрати, яких зазнала австро-угорська армія, підірвали її боєздатність.
Війська Південно-Західного фронту втратили вбитими, пораненими і зниклими безвісти близько 500 000 солдатів і офіцерів (62 000 убитими й померлими від ран, пораненими та хворими — 380 000, зниклими безвісти — 40 000).
Для відбиття російського наступу Центральні держави перекинули із Західного, Італійського й Салонікського фронтів 31 піхотну й 3 кавалерійські дивізії (понад 400 тисяч багнетів і шабель), що полегшило становище союзників у битві на Соммі, і врятувало італійську армію від розгрому. Під впливом російської перемоги Румунія ухвалила рішення про вступ у війну на боці Антанти.
Підсумком Брусиловського прориву та операції на Соммі став остаточний перехід стратегічної ініціативи від Центральних держав до Антанти. Союзникам вдалося домогтися такої взаємодії, коли протягом двох місяців (липень-серпень) Німеччині доводилося направляти свої обмежені стратегічні резерви і на Західний, і на Східний фронти.
З погляду військового мистецтва, наступ Південно-Західного фронту ознаменував собою появу нової форми прориву фронту (одночасно на декількох ділянках), висунутої Брусиловим, яка отримала розвиток в останні роки 1-ї світової війни, особливо в кампанії 1918 року на Західно-Європейському театрі військових дій.